# 克洛德·约瑟夫·鲁日·德·李尔
克洛德·约瑟夫·鲁日·德·李尔（法語：Claude Joseph Rouget de Lisle，法語發音：[klod ʒɔzɛf ʁuʒɛ də lil]；1760年5月10日—1836年6月26日），是法国大革命战争时期的一名法军军官，在1792年创作了后世做为法国国歌的《马赛曲》而留名于世。
鲁日·德·李尔以工程师的身份加入军队并获得上尉军衔。1792年4月，法国大革命期间，鲁日·德·李尔在进驻斯特拉斯堡时创作了著名的《马赛曲》，词来自鲁日·德·李尔，曲则是意大利作曲家喬瓦尼·巴蒂斯塔·維奧蒂于1784年创作。作品最初名为《莱茵军战歌》，夏尔·让·马里·巴尔巴鲁率领马赛志愿军向巴黎进军，一路高唱此歌，因此被称为《马赛曲》。
鲁日·德·李尔是一名温和的共和主义者，1793年被开除军职并投入监狱，但随后被释放。1836年，鲁日·德·李尔在穷困中去世。1915年7月14日，其骨灰被移放到荣军院。

## 外部連結
- 克洛德·约瑟夫·鲁日·德·李尔的免费乐谱，由国际乐谱典藏计划提供